# 奧羅賓多修道院

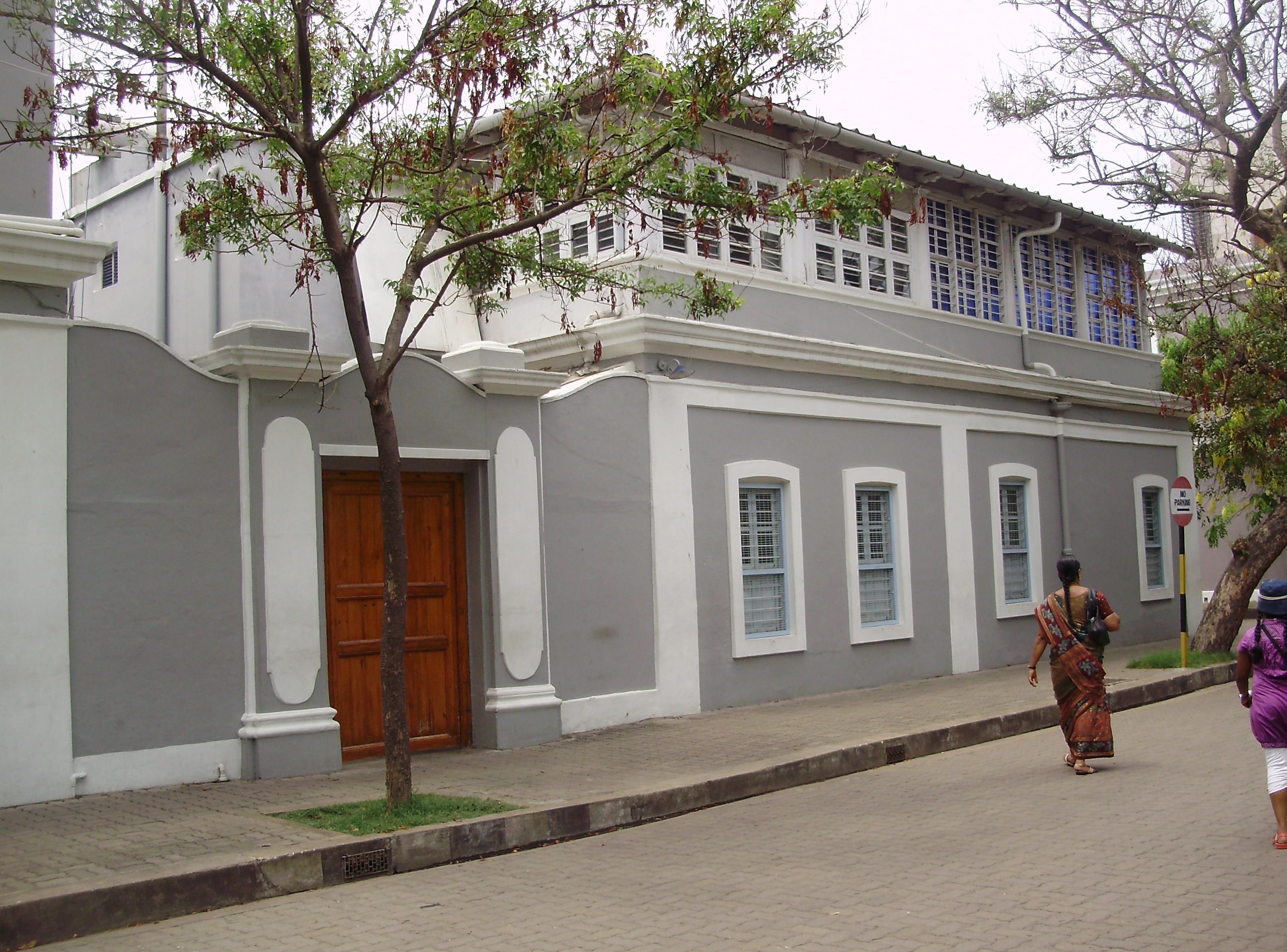
斯瑞·奧羅賓多修道院

奧羅賓多修道院是一處位在印度本地治里的靈性社群。修道院初期只是小型的社群，由聚集在斯瑞·奧羅賓多身旁的弟子所組成，奧氏於1910年退出政治生涯後便定居在此。1926年十一月24日，奧氏經歷了靈性上的大徹大悟，他退出了公眾目光好繼續完成其靈性工作。當時，奧氏將引導修院sadhaks（追求精神進化的實修者、研修士）內外在生命、以及修道院本身的全權交給其靈性協作者密那·阿爾法薩負責－密那也是奧氏認定的神聖「母親」化身。因此，十一月24日咸被認為是修道院的創建日，儘管奧氏自述：「與其說是人為創建的，不如說是圍繞著我自然發生的。」

## 相關組織
奧羅賓多修道院只有一個據點，沒有其他任何分院。本地治里及別處有許多其他機構將「聖奧羅賓多」之名加在它們的機構名中，但這些都和奧羅賓多修道院無關。因奧羅賓多的願景而生的最重要機構當屬曙光村，係由母親為了人類統一的理想所建的國際城鎮。

## 創院初期
修道院的前身是非正規的社群生活。奧氏泰半時間都花在寫作和冥思上。1910年有三、四個青年跟隨奧氏到本地治里與他同住，並出於自願協助管家。1914年，母親和法國作家Paul Richard前來求見奧氏，當時夫婦倆提議為他出版一份綜整其哲學思想的月刊《雅利安 （页面存档备份，存于）》，但一次世界大戰爆發後，倆人被迫離開印度，奧氏只得自行承擔大部分的工作，只有一小部分由與他同住的青年協助。1920年四月，母親回到本地治里不久修道院即開始成形。此多出自sadhaks的渴望，他們願將內外在全部的生命交託給母親，而非出自母親或奧氏本人的任何意圖或計畫。1926年修道院正式成立之後歷經了一段快速成長期，從1927年初的24人激增到1934年的150多人。後因屋舍不足人數便維持在那裡。
在那幾年，修院形成了一套常規。每天早上六點母親會出現在修院陽台用她的祝福啟始新的一日。而研修士一大早就會起來完成一天工作最棒的部分，包括冥思、集結在陽台下領受母親的祝福。
隨著修院擴展，各部門一一成立，並交由研修士照管，以作為他們的部分修行課題。這些部門包括：辦公室、圖書館、食堂、影印室/攝像房、工作坊、運動場、藝廊、藥房/醫護室、農場、酪農場、花園、招待所、洗衣房、烘培坊等。各部門的負責研修士早上會和母親碰面，領受她的祝福和指示；十點鐘母親再次和研修士個別會面；而在下午五點半母親又會為研修士主持一場冥思會。
此外，奧氏和母親一年也會四次公開達顯，數以千計的信眾聚在上師身邊領受恩寵和祝福。

## 今日現況

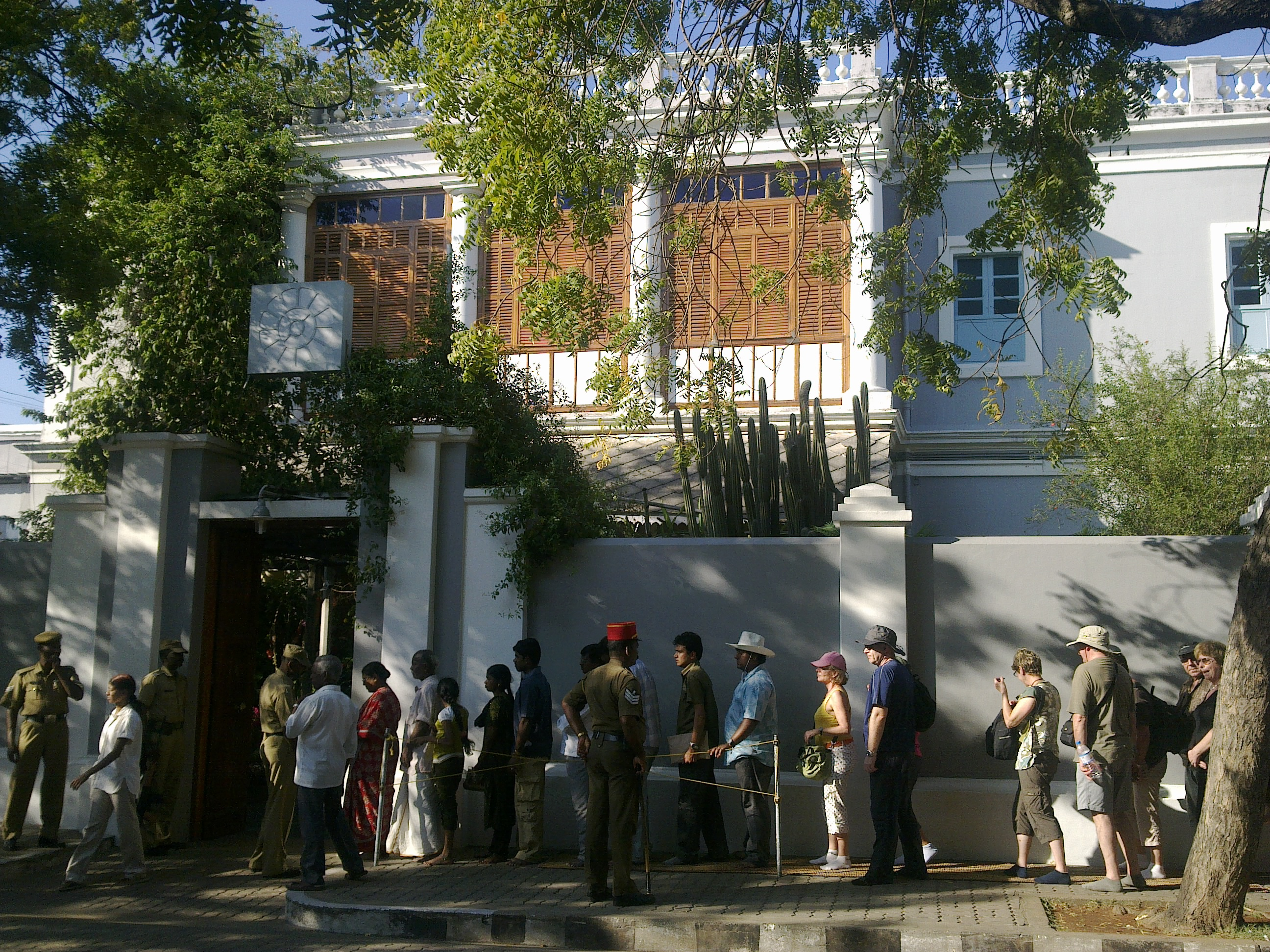
修道院外等著入內的排隊民眾

一度只占據本地治里一小角的修道院，其成長速度造成建物往各個方向急遽擴展。今日，研修士們在遍佈全鎮400多棟的建築物內居住及工作。社群的中心焦點位在包含奧羅賓多及母親於本地治里度過大半時光的屋群。這些相連街區的屋群又稱「修道院主建築」，圍繞著綠樹成蔭的中庭而建，中央是覆滿鮮花的三摩地聖陵，材質為白色大理石，內有分置奧氏及母親遺體的棺槨。
而在今天，本地治里已成為靈修者及觀光客的重要朝聖地。數以千計的旅客從世界各地來到修道院。
每日參訪時間從早上八點到中午十二點，休息片刻再從下午兩點開放到六點。

## 目標及理想
按奧氏：「有別於為了棄世目的而蓋的同類機構，奧羅賓多修道院係為了其他理由而建，亦即，進化為另一種生命類型的修道場、實修中心，而進化的結果是被更高的靈性意識推動，證悟為更大的精神生命。」
奧氏解釋道：「修練整體瑜伽不用透過任何的心理教導或規定的冥思、誦咒或其他方法，但須透過渴願（aspiration）、向內或向上聚焦；對我們之上的神聖大能及其運作敞開、對心中的神聖臨在敞開，並拒絕有異於這些事物的所有東西。」
在道上有許多屬於舊系統的必要東西－如對更大的寬闊感、自性及無垠感敞開心扉，融入所謂的宇宙意識，勝過慾望及熱情的淬鍊。外在的禁欲並非絕對的，但戰勝慾望、依戀，掌控身體及其需求、貪婪及本能卻是不可少的。舊系統有一組共通的法則，如藉由心智來辨析實相及表象的知識之道；心的奉獻、愛、及臣服之道；以及將意志由自利動機轉向真理、轉而服務更大的實相，而非服務自我的工作之道。我們的整體生命都必須如此自律，有朝一日或許當更大的「光」及「力」作用在人性本質上時，方能回應它，被它轉化。
 — 斯瑞·奧羅賓多
整體瑜伽的完整方法旨在將人類生命轉化為神聖生命。在奧氏的瑜伽中，最高目標是與神合一的狀態，而無須放棄世間生活。欲達到這個意識狀態，對於完美的迫切渴求必不得受限於少數幾個人。必須是「人類廣泛的靈性覺醒及渴願」以及「個別人性依其精神類別的動態再創造。」最終，這將導致新存在型態的出現，即靈知派的存有，他們「將為地球物種更和諧的進化秩序注入希望。」

## 出版
奧羅賓多修道院是奧氏及母親作品的首要出版社。迄2015年一月，修院印行的英語刊物約有200種，其中78種是奧氏的書、44種是母親的書、另有雙聖的27種刊物，以及其他作者的47本書。這些書籍都在奧羅賓多修道院出版社印行，該出版社自40年代營運至今；經銷商則為SABDA，自50年代營運至今。SABDA也經銷與奧氏、母親及其瑜伽有關的書，經手的英語書單多達600多筆。修院也出版17種歐語及印度語的書，出版物總數超過550多種。SABDA也負責英語及非英語叢書的書名：總計有23國語言的1678筆書名。

## 合輯
奧氏的完整作品共有37冊，其中有34冊已出版。母親的合輯則有17冊。

## 期刊
修道院出版了許多與奧氏及母親的哲學及瑜伽有關的期刊。這些刊物目前都是奧羅賓多修道院出版社印行的，之前有些是在其他城市印製。奧氏有些作品首發即在這些（或其他）期刊，包括最近才停刊的季刊《來臨》。最重要的英語期刊則有：
- 《斯瑞·奧羅賓多國際教育中心公報》[12]（英法版，原題《體育公報》[13]），季刊，本地治里，1949年起發行
- 《母親印度（英语：Mother_India_(magazine)）》（暫譯，英語），月刊，本地治里（原本是孟買的半月刊），1949年起發行

修院出版社也印行幾份其他機構出版的期刊，包括：
- 《全印度雜誌》[14]（英語及其他語言），月刊，本地治里
- 《明燈》[15]（孟加拉語），季刊，加爾各答，1942年起發行
- 《Srinvantu》，季刊，加爾各答，1956年起發行
- 《世界統一》[16]（英語），月刊，本地治里

## 規約、治理及與當地社群的關係
社群初始幾年，聖奧羅賓多及母親（以下簡稱「雙聖」）只對研修士施加了非常少的規約，因雙聖希望研修士們學習向內尋求神聖指引，以引導自己的生命。按Peter Heehs所云，20年代奧氏的政策是「放任主義」，除了一條規約：嚴格的梵行期（獨身）。1926年之後明文規約才出現。主要規約為院內絕對禁止酒精、毒品、性及涉入政治。社群也有許多便於集體生活運作的指南。這些規約集結成奧羅賓多修道院的「規約和規定」，並將副本發放給所有成員。
1955年成立奧羅賓多修道院信託，用以管理社群及其資產。信託董事會的組成受託人有五名，第一名由母親本人選出。自她1973年仙逝後受託人即依民意遞補。
主要的修道院部門由各部門負責人監視，他們也須對受託人報告。
修道院屬於公共慈善信託，對所有人開放。裡面看不到國籍、宗教、種性、性別或年齡歧視。成員來自印度各處及其他國家。修院每天都有許多來自本地治里和坦米爾納德邦的參訪信徒，他們以各種方式支持修院活動。儘管如此，一些本地人仍感到研修士和本地人間有隔閡。資深修院職員表示，研修士因要守禁語戒，反倒被誤解為沒禮貌的行為。

## 性騷擾傳聞(2004–2014)
2001年，一名女性成員因違反「強制規約」被逐出修院。之後，她向數名成員提出性騷擾告訴，最後被委員會及政府機構認定為假遭駁回。印度國家人權委員會補充道：「抱怨聲後似乎有惡意計畫」。前成員與其四姊妹告訴駁回一案經過各級法院審理後上訴到印度最高法院，最後於2014年判決姊妹敗訴，依法勒令他們遷出修院住處。姊妹們隨後對修院提出全面復職的最後通牒要求，否則將盡數自殺。被迫遷出後，姊妹們及其父母來到海邊打算溺斃自己。其中三人死亡，另外四人獲救。對修院的暴力及抗議行動隨之而來。修院受託人對這起事件表示震驚，提議協助安置姊妹們。12月23日，各政黨代表提出聯合備忘錄，尋求首席部長N. Rangaswamy的介入，並由本地治里政府接管修院。（然而地區政府卻無權干涉修院的內部活動，正如所有的公共慈善信託，修院信託係由印度信託法所管束，印度政府才有管轄權。）謠傳，政府接管的壓力來自修院內部分子，其主張重訂母親簽署同意的修院信託契據。

## 註記
1. ↑  斯瑞·奧羅賓多，自傳札記及其他史蹟概述（本地治理：奧羅賓多修道院，2006），p. 9.
2. ↑  奧羅賓多修道院－德里分院（http://www.sriaurobindoashram.net）是另一個機構，擁有自己的行政系統。%5B%5D
3. ↑  自傳札記，p. 103.
4. ↑  斯瑞·奧羅賓多，給自己和修道院的信（本地治理：奧羅賓多修道院，2011），p. 581.
5. ↑  Karmayogi「斯瑞·奧羅賓多及母親的生活及教導」, Mere Cie, Inc. online （页面存档备份，存于）
6. ↑  上師以目光注視加持信徒
7. ↑  給自己和修道院的信，p. 593.
8. ↑  斯瑞·奧羅賓多，瑜伽書札集 （页面存档备份，存于）– II (本地治理：奧羅賓多修道院，2013), p. 20.
9. ↑  自傳札記，p. 549.
10. ↑  斯瑞·奧羅賓多，人類循環、人類統一的理想、戰爭與自決（本地治理：奧羅賓多修道院，1997），p. 262.
11. ↑  斯瑞·奧羅賓多，神聖人生論 （页面存档备份，存于）（本地治理：奧羅賓多修道院，2005），p. 1006.
12. ↑  暫譯，原題Bulletin of Sri Aurobindo International Centre of Education
13. ↑  暫譯，原題Bulletin of Physical Education
14. ↑  暫譯，原題All India Magazine
15. ↑  暫譯，原題Bartika
16. ↑  暫譯，原題World Union
17. ↑  Peter Heehs. . 哥倫比亞大學出版社. 2008: 332. ISBN 978-0-231-14098-0.
18. ↑  . The Times of India.   [2014年12月22日]. （原始内容存档于2019年11月17日）.
19. ↑  母親（CWM 13:111-12）。. seriaurobindoashram.org.   [2015年1月10日].[永久]引述
20. ↑   (PDF), 2002年10月24日  [2014年1月14日], （原始内容存档 (PDF)于2016年3月4日）
21. ↑   (PDF), 2004年11月23日  [2014年1月14日], （原始内容存档 (PDF)于2016年3月4日）
22. ↑   (PDF), 2005年1月10日  [2014年1月14日], （原始内容存档 (PDF)于2016年3月4日）
23. 1 2  . 印度教. 2005年1月19日  [2015年1月14日]. （原始内容存档于2015年1月18日）. 参数|journal=与模板{{cite web}}不匹配（建议改用{{cite journal}}或|website=） (帮助)
24. ↑   (PDF), 2005年4月12日  [2014年1月14日], （原始内容存档 (PDF)于2016年3月4日）
25. ↑  . 新印度快報. 2010年7月24日  [2015年3月7日]. （原始内容存档于2016年3月4日）.
26. ↑   (PDF), 2014年12月9日  [2014年1月14日], （原始内容存档 (PDF)于2016年3月5日）
27. ↑  .   [2015年1月12日]. （原始内容存档于2015年1月12日）.
28. ↑  . 印度時代. 2014年12月23日  [2014年12月23日]. （原始内容存档于2020年11月11日）. 参数|journal=与模板{{cite web}}不匹配（建议改用{{cite journal}}或|website=） (帮助)
29. ↑  .   [2015年1月14日]. （原始内容存档于2019年8月9日）.
30. ↑  . 德干紀事報.   [2015年1月14日]. （原始内容存档于2020年9月25日）.
31. ↑  Raghavan, Ranganath. . 2012年6月24日  [2015年1月14日]. （原始内容存档于2021年1月15日）.

## 外部連結
- 奧羅賓多教育資源網 （页面存档备份，存于）
- 官網 （页面存档备份，存于）
- 奧羅賓多修道院臉書
- 奧羅賓多修道院出版品經銷商－SABDA （页面存档备份，存于）
- 斯瑞·奧羅賓多的完整工作
- 母親的合集
- 線上閱讀、搜尋斯瑞·奧羅賓多、母親及門徒的著作 （页面存档备份，存于）